# Serrasalmus maculatus
Serrasalmus maculatus är en fiskart som beskrevs av Kner, 1858. Serrasalmus maculatus ingår i släktet Serrasalmus och familjen Characidae. Inga underarter finns listade i Catalogue of Life.